# センブリ
センブリ（千振、学名：Swertia japonica (Schult.) Makino）は、リンドウ科センブリ属に分類される二年草の一種。薬草として利用され、生薬名及び別名は当薬（とうやく）。

## 名称
和名センブリの名前の由来は、全草が非常に苦く、植物体を煎じて「千回振出してもまだ苦い」ということから、「千度振り出し」が略されて名付けられたとされている。その由来の通り非常に苦味が強く、最も苦い生薬（ハーブ）といわれる。
別名は、トウヤク（当薬）、イシャダオシ（医者倒し）ともよばれる。別名の当薬（とうやく）は、試しに味見をした人が「当（まさ）に薬である」と言ったという伝説から生まれたとされる。
中国植物名は、日本獐牙菜（にほんしょうげさい）という。

## 分布
中国、朝鮮半島、日本に分布する。日本では、本州の関東地方以西、四国、九州にかけて広く分布する。丘陵地やマツ林などに多く、日当たりが良く、やや湿り気のある山野の草地に生育する。先駆植物（パイオニア種）としても知られ、湿った切り通しの斜面に生えることもある。
脚本家で知られる田中澄江は著書『花の百名山』で、高鈴山を代表する花として紹介し、著書『新・花の百名山』で熊野路を代表する花として紹介した。

## 特徴
小型の二年生草本（越年草）。草丈は5 - 20 センチメートル（cm）で、1年目は発芽した芽が地面近くに2 - 4枚出した根生葉をロゼット状に広げて冬を越し、2年目に茎が立ち上がる。茎は単立するか、根元から数本に分かれて生える。茎は薄紫色を帯び、太さは1 - 2 ミリメートル（mm）で断面はやや四角い。葉は、根葉が倒披針形、茎葉は1 - 3 cmほどの細長い線形で幅は約2 mm、無柄にて対生する 。
花期は秋（8 - 11月）で、分かれた枝先に円錐状の花序をつくり、上向きに5弁の白い花を咲かせる 。花径は2 - 3 cm、花冠は深く5裂し、花弁は長卵形、縦に淡紫色の脈が5本がある 。内面の基部に蜜腺溝があり、2個の蜜腺の周囲には細い長毛が生える 。5枚の萼片は、線形で尖り、長さは5 - 11 mm。朔果は花冠よし少し長く、種子はやや円い。根は黄色を帯びる。
花、葉、茎、根の全草のすべてが極めて苦い 。

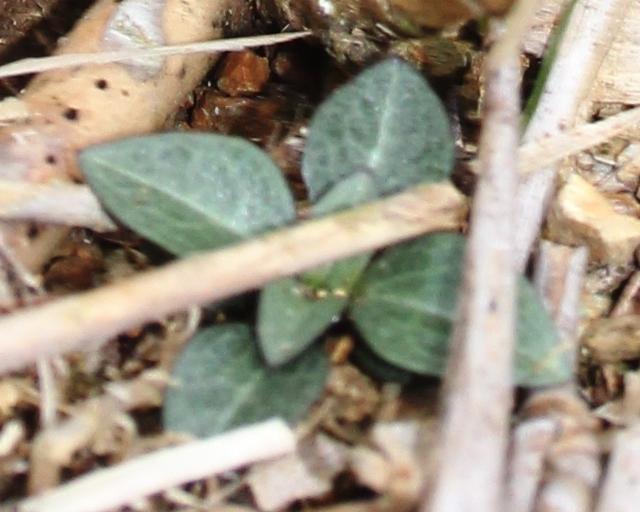
一年目のロゼット状の根生葉
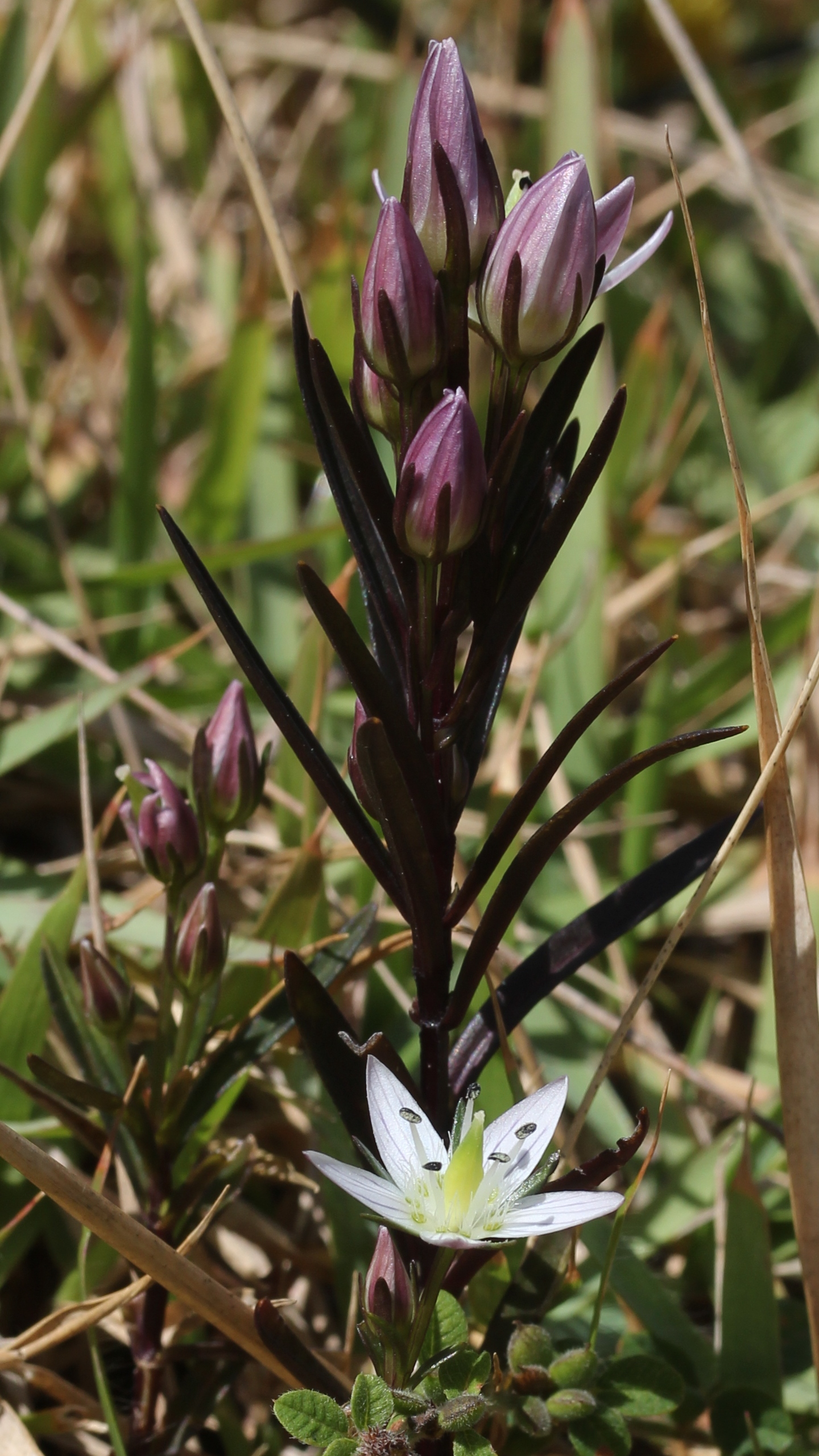
二年目に茎が伸びてできた蕾
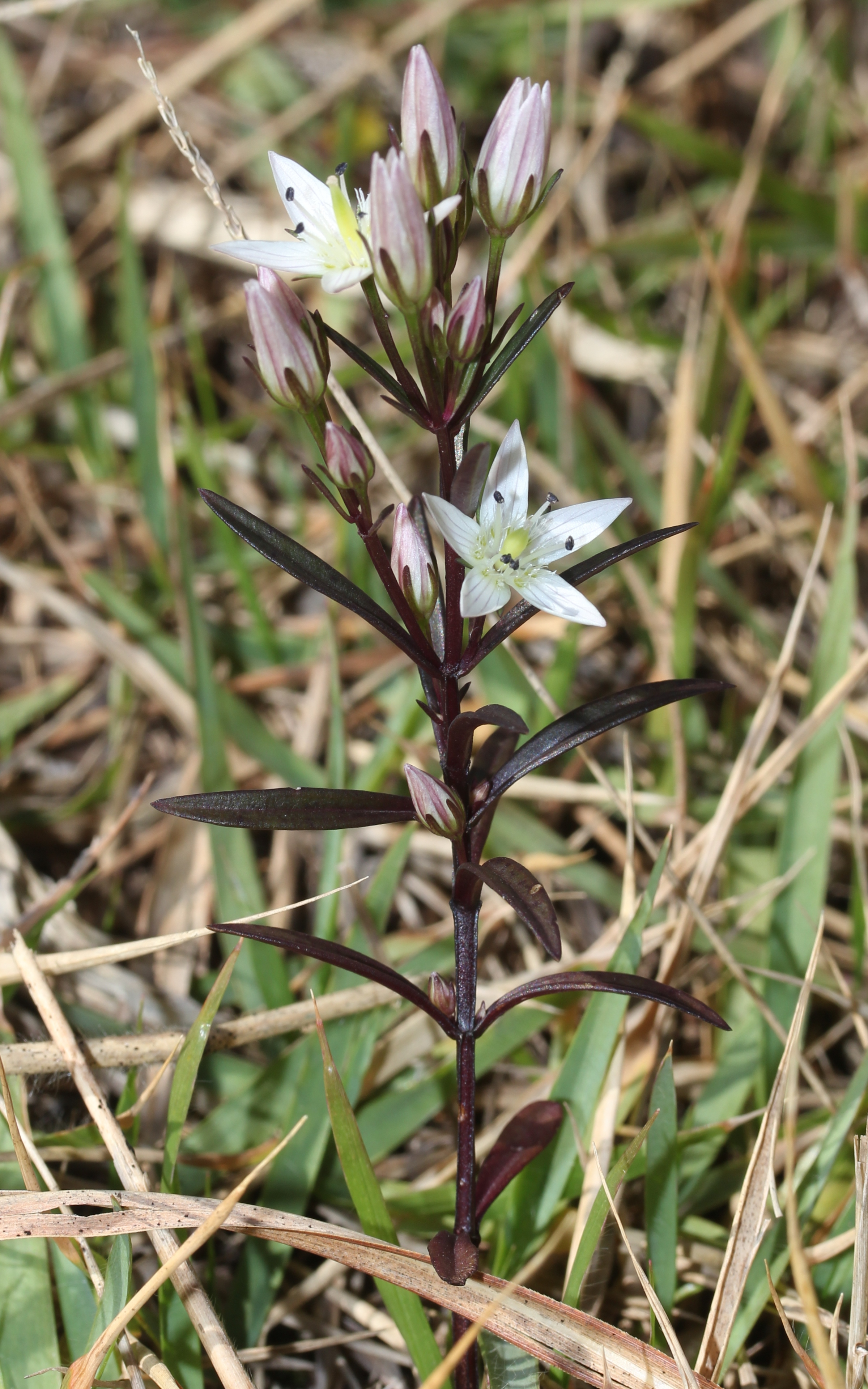
茎は直立し枝分かれする、線形の葉は対生する
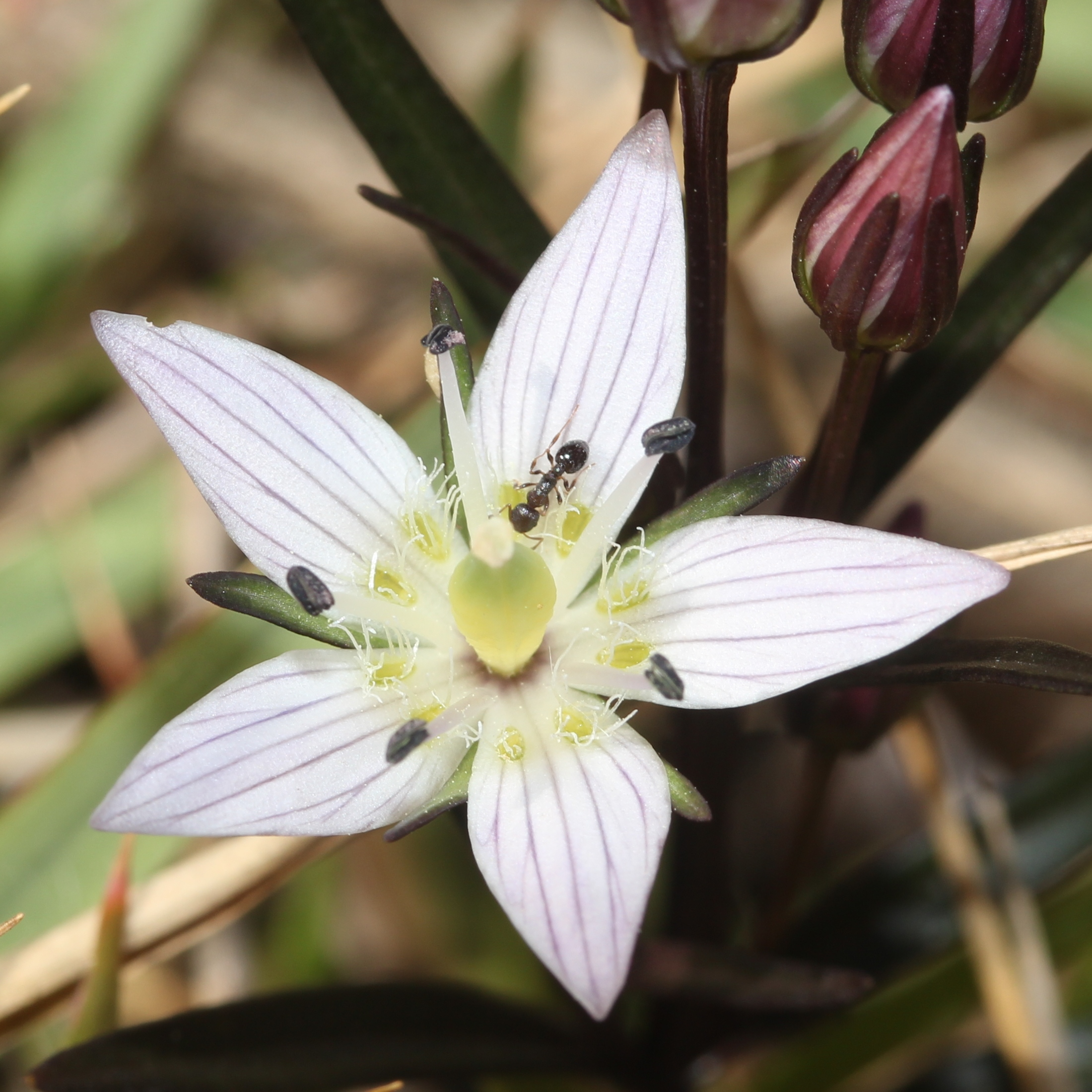
花冠の細部、基部に蜜腺溝があり、アリなどの昆虫が集まり受粉を媒介する

## 利用
ゲンノショウコ、ドクダミと共に日本の三大民間薬の一つとされていて、昔から苦味胃腸薬として使われてきた、最も身近な民間薬の一つである。1856年に飯沼慾斎は『草木図説』でセンブリについて、「邦人採テ腹痛ヲ治シ、又ヨク虫ヲ殺ス」と書いている。
薬には開花期の全草が用いられ、秋に開花している全草を刈り取って天日乾燥したものが生薬になり、当薬（とうやく）と称されている。薬効は、内用に苦味健胃、胃腸虚弱、消化不良、胃痛、下痢、腹痛、食欲不振、また外用には抜け毛、ふけ性発毛とされる。日本薬局方に収載されている苦味チンキやセンブリ末の材料のひとつで、日本固有の生薬であり、漢方薬には用いられない。
民間では、煎じるときは、健胃に全草の0.3 - 1.5グラムを水200 - 600 ccで半量になるまでとろ火で煮詰めた汁を1日3回に分けて食前か食後に服用し、また散材粉末では1回量0.03 - 0.05グラムを水または湯で服用する用法が知られている。胃腸をかなり冷やす作用があるため連用は避けて頓服として用いて、妊婦や胃腸を冷やしやすい人への服用は禁忌とされている。また脱毛には、局方アルコールまたは35度の焼酎100 ccあたり全草5 - 7.5グラムを、密栓して冷暗所に1か月から3か月ほど漬け込んだアルコール浸液を、1日1回少量を手のひらに取って、発毛させたい部分にマッサージするようにすり込んで塗布する。市販の養毛液や、マスカラや眉墨などの化粧品にも配合されている。
花期の全草には、苦味成分のスウェルチアマリン 、スエロサイド（スウェロサイド）、アマロゲンチン、アマロスエリン（アマロスウェリン）、ゲンチオピクロサイドなどの苦味配糖体（くみはいとうたい）や、オレアノール酸のトリテルペノイドを含む。中でもアマロスエリンは天然物で屈指の苦い物質である。苦味配糖体は、口内の味覚神経を刺激して、唾液や胃液の分泌を促し、胃粘膜に直接作用して消化機能を高める効果があるといわれている。
観光地のおみやげ店などで、乾燥したものが売られていることを見かけるが、乾燥品は医薬品と見なされるので、医薬品医療機器等法の許可なく販売すると同法違反になる。センブリを使ったセンブリ茶は非常に苦い。

## 栽培と生産
山野草として苗が市販されている。水はけのよい半日陰地を好むが、栽培は大変難しい。種子を晩秋に採取して春に床蒔きし、寒冷紗でトンネル状に覆って湿度を保ち、夏は乾燥に注意を要する。
医薬品などに利用されているセンブリは全量日本国内で生産されている。従来は野生の株の採集のみを行っていたが、研究の結果栽培に成功し、昭和50年台初頭から長野県で本格的な生産が始められ、生産当初の価格は1 kgあたり30,000円ほどであった。1973年（昭和48年）から長野県の野菜花き試験場佐久支場で、発芽技術などのセンブリの栽培技術研究が開始された。1981 - 2002年の国内総生産は年間30 t程度が最大で、長野県と高知県の農家で契約栽培されている。2007年には、長野県ではセンブリさび病（学名は Uredo  sp. だが未確定）などにより生産量が大幅に減少した。

## 「センブリ」にまつわる話
当薬を胃薬に用いるようになったのは、蘭学に影響しているといわれている。シーボルトが、近江路の製薬所で俵に入ったセンブリを「ゲンチアナ」と間違えたという逸話がある。ヨーロッパでは、ゲンチアナのような苦い薬を、胃腸薬に使用していた。
しかし、上記の苦味配糖体以外には、特に薬効成分は含まれておらず、苦味が舌を刺激して、食欲増進などに効果があると言われるほかには、特に胃の疾患には効果がない。それでも胃の万能薬としてもてはやされているのには、「苦ければ胃によく、漢方薬である」という誤解が氾濫しているからだと考えられる。
しかし近年、センブリのもつ胃腸への作用は、センブリの成分であるスウェルチアマリンがドーパミンD(2)レセプターを阻害することで起こるとの研究報告がある。また、センブリのメタノール抽出物は抗コリン作用で胃腸に働きかける。その効果を詳細に調査するためにカラムクロマトグラフィーで分画し、その成分を調べたところ30%のスウェルチアマリンが含まれていることが報告されている。

## 種の保全状況評価
日本の以下の都道府県で、レッドリストの指定を受けている。多数の都道府県で、草地の開発、森林開発、生育環境の自然遷移、園芸目的の採集、薬草の採集などにより減少傾向にある。阿蘇くじゅう国立公園、瀬戸内海国立公園、耶馬日田英彦山国定公園、祖母傾国定公園などの指定植物であり、その採集は禁止されている。
- 絶滅 (EX) - 東京都区部（北多摩地区は絶滅危惧IA類、南多摩地区は絶滅危惧IB類、西多摩地区と伊豆諸島は絶滅危惧II類）[32]
- 絶滅危惧II類 (VU) - 埼玉県[33]
- 準絶滅危惧 (NT) - 石川県[30]、山梨県、香川県[31]、大分県[29]、宮崎県
  - 一般保護生物 (D) - 千葉県[注釈 2][34]
- その他
  - 要注目種 - 京都府[28]
  - 分布重要 - 鹿児島県

## 近縁種
葉の幅が広い変種のヒロハセンブリ（学名：Swertia japonica (Schult.) Makino var. latifolia Konta）が東京都の八丈島で確認されている。花冠が薄紫色の近縁種のムラサキセンブリ（紫千振、学名：Swertia pseudochinensis H.Hara）がある。
近縁種のイヌセンブリは生薬名「淡味当薬（たんみとうやく）」、ムラサキセンブリでは生薬名「獐牙菜（しょうげさい）」と称しており、ムラサキセンブリの薬効はセンブリに類似している。